# Rufumleitung
Rufumleitung (englisch Call Deflection (CD)) ist ein Leistungsmerkmal der Vermittlungstechnik und von Telefonanlagen. Es handelt sich dabei um die sofortige Umleitung eines ankommenden Telefongespräches (Anruf).
Es unterscheidet sich von den anderen Anrufweiterschaltungen, da dabei die Weiterleitung ausschließlich fallweise (für jeden  Anruf extra) eingeleitet wird, und nicht konfiguriert zu einem festen Ziel, wie es nur bei den sogenannten Call-Forwarding-Diensten möglich ist. Rufumleitung und Call-Forwarding-Dienstmerkmale werden unter dem Oberbegriff Anrufweiterschaltung (englisch Call Diversion) zusammengefasst.
Anwendung findet diese Art der Rufumleitung zum Beispiel in einem Büro: Die Masse der Anrufe wird aktiv für jeden Anruf extra ins Sekretariat umgeleitet, während andere angenommen werden.
Im Festnetz, aber auch in den Mobilfunknetzen, können Rufumleitungen zu zusätzlichen Kosten für den Angerufenen führen (abhängig von Netzbetreiber und Weiterleitungsziel). Der Angerufene trägt bei einer Weiterleitung die Kosten bis zum Weiterleitungsziel, während der Anrufer nur die Kosten bis zum ursprünglich Angerufenen trägt.
Pro Anruf ist nur eine Weiterleitung möglich.